# TOEI HERO NEXT
『TOEI HERO NEXT』（とうえい ヒーロー ネクスト）は、東映制作の映画シリーズである。

## 解説
東映制作による特撮テレビドラマシリーズ『スーパー戦隊シリーズ』、『仮面ライダーシリーズ』等に出演した俳優の「卒業企画」として、2012年より制作された。

## 作品

### PIECE 〜記憶の欠片〜
シリーズ第1弾。2012年9月1日公開。主演は『仮面ライダーオーズ/OOO』で火野映司を演じた渡部秀と、アンクを演じた三浦涼介。

#### キャスト（PIECE）
- 千野智紀 - 渡部秀
- 零 - 三浦涼介
- 北村二葉 - 長谷部瞳
- 姫宮亜梨沙 - 野崎萌香
- 五味遥 - 飛鳥凛
- 増岡太朗 - 久保孝真（三拍子）
- 白川百子 - 小澤真貴子
- 津田東次郎 - 小市慢太郎
- 狩屋青二 - 松澤一之
- 塩村理香 - 伊藤かずえ

#### スタッフ（PIECE）
- 製作 - 鈴木武幸、間宮登良松、木下直哉、松田英史
- 企画 - 白倉伸一郎、加藤和夫
- プロデューサー - 高橋一浩、佐藤現
- 脚本 - 三条陸
- 音楽 - 吉川清之
- 製作プロダクション - 東映東京撮影所
- 製作統括 - 木次谷良助
- 「PIECE」製作委員会 - 吉田順（東映）、大島学（東映）、鈴木剛大（東映）、安村基（東映ビデオ）、吉田啓昭（東映ビデオ）、今野志行（木下の賃貸）、嘉手苅理沙（木下の賃貸）、疋田和樹（東映エージエンシー）、小川政則（東映エージエンシー）、原田淳（東映エージエンシー）
- 配給 - 東映
- 監督 - 下山天

#### 主題歌（PIECE）
「あなたのために」
作詞 - EMI K. Lynn / 作曲 - Kazuto Narumi / 編曲 - Shun Ito / 歌 - 三浦涼介

### ぼくが処刑される未来
シリーズ第2弾。2012年11月23日公開。主演は『仮面ライダーフォーゼ』で如月弦太朗を演じた福士蒼汰。仮面ライダーメテオを演じた吉沢亮も共演。

### 恋する歯車
シリーズ第3弾。2013年2月9日公開。主演は『海賊戦隊ゴーカイジャー』でキャプテン・マーベラスを演じた小澤亮太。ゴーカイシルバーを演じた池田純矢と、ゴーカイグリーンを演じた清水一希も共演。

#### 出演者
- 小澤亮太[8]
- 黒川智花[8]
- 池田純矢[8]
- 清水一希[8]
- 本田博太郎[8]

#### 主題歌
- Round and Round（fumika、アルバム『POP SISTER』収録曲）[8]

### 俺たち賞金稼ぎ団
シリーズ第4弾。2014年5月10日公開。『獣電戦隊キョウリュウジャー』の竜星涼、斉藤秀翼、金城大和、塩野瑛久、今野鮎莉、丸山敦史が出演する。
主題歌は『仮面ライダーウィザード』のヒロインを演じた奥仲麻琴が所属するアイドルグループPASSPO☆が担当。